# Nice (Unix)
Este é o comando de Unix, para a cidade francesa veja Nice
nice é um comando do sistema operacional Unix que redefine a prioridade de um processo durante o escalonamento. 
Ex.
```
   nice [opções] [comando...]
```

A prioridade de execução de um processo pode variar de -20 (maior prioridade) a 19 (menor prioridade). Por padrão, a prioridade dos processos é zero.
São algumas das opções deste comando
-n valor ou -valor : adiciona o valor especificado à prioridade padrão de execução no sistema.
Comentários sobre o comando
Por exemplo, o comando
```
   nice -5 find / -name gcc
```

define que o comando find deve ser executado com prioridade 5, enquanto
```
   nice --5 find / -name gcc
```

define uma prioridade -5 para o mesmo comando.
Observações
Quando o valor de ajuste da prioridade não é definido junto com o comando nice, o sistema assume o valor de ajuste igual a 10.
Apenas o administrador do sistema (root) pode definir prioridades negativas.
Se nenhum argumento é fornecido com o comando nice, o sistema exibe a prioridade padrão atualmente em uso.
Para alterar a prioridade de um processo que está em execução, use o comando renice.
Para ver a prioridade de execução dos processos, use o aplicativo top.